# Женска фудбалска репрезентација Данске
Женска фудбалска репрезентација Данске (дан. Danmarks kvindefodboldlandshold) је национални фудбалски тим који представља Данску на међународним такмичењима и под контролом је Фудбалског савеза Данске (дан. Dansk Boldspil-Union), владајућег тела за фудбал у Данској.
Данска се четири пута квалификовала за Светско првенство у фудбалу за жене и девет пута за УЕФА првенство за жене, пласиравши се у финале 2017. године
На Европском првенству за жене 2017. у Холандији, Данска је извучена у групу А са Холандијом, Норвешком и Белгијом. Обезбедили су победу од 1 : 0 над Белгијом и Норвешком, али су изгубили 1 : 0 од Холандије. Упркос томе успели су да се пласирају као другопласирани у групи, у четвртфинале против Немачке. Данци су победили 22-годишње шампионе Европе и пласирали се у полуфинале, победом од 2 : 1. Данска је победила Аустрију са 3 : 0 на пенале и први пут стигла до финала, након што је меч завршен без голова.  У финалу, тим се састао са Холандијом на тадиону Де Гролс Весте, Енсхедеу, играјући испред 28.182 гледалаца. Холандски тим је победио Данску, резултатом од 4 : 2 и освојио своју прву титулу УЕФА Европског првенства.
У марту 2007. Данска је била шеста на ФИФА светској ранг листи за жене, достигавши највиши ранг од када је почето са рангирањем репрезентација. Најгори пласман до сада био је 16. место у децембру 2014. године.

## Рекорди играчица
Активне играчице подебљана имена
Ажурирано 16 July 2022
| #  | Име                   | Каријера     | Утакмица |
| -- | --------------------- | ------------ | -------- |
| 1  | Катрин Педерсен       | 1994–2013    | 210      |
| 2  | Сане Нилсен           | 2008–present | 169      |
| 3  | Јохана Расмусен       | 2002–2018    | 153      |
| 4  | Катрин Веје           | 2009–present | 140      |
| 5  | Пернил Хардер         | 2009–present | 137      |
| 6  | Мерет Педерсен        | 1993–2009    | 136      |
| 7  | Тереза Еслунд         | 2008–2020    | 133      |
| 8  | Лине Родик Хансен     | 2006–2020    | 132      |
| 9  | Катрин Поске Серенсен | 2000–2010    | 121      |
| 10 | Ане Дот Егерс Нилсен  | 1993–2007    | 118      |

| # | Играчица              | Каријера     | Голова | Утакмица | Просек |
| - | --------------------- | ------------ | ------ | -------- | ------ |
| 1 | Пернил Хардер         | 2009–present | 69     | 137      | 0.5    |
| 2 | Мерет Педерсен        | 1993–2009    | 65     | 136      | 0.48   |
| 3 | Сане Нилсен           | 2008–present | 55     | 169      | 0.33   |
| 4 | Јите Крог             | 1994–2001    | 46     | 90       | 0.51   |
| 5 | Јохана Расмусен       | 2002–2018    | 41     | 153      | 0.27   |
| 6 | Хеле Јенсен           | 1987–1996    | 38     | 77       | 0.49   |
| 6 | Надија Надим          | 2009–present | 38     | 103      | 0.37   |
| 8 | Катрин Поске Серенсен | 2000–2010    | 36     | 121      | 0.3    |
| 9 | Лене Јенсен           | 1996–2010    | 26     | 109      | 0.24   |
| 9 | Ане Дот Егерс Нислен  | 1993–2007    | 26     | 118      | 0.22   |

## Такмичарски рекорд

### Светско првенство за жене
| Светско првенство у фудбалу за жене − резултати | Светско првенство у фудбалу за жене − резултати | Светско првенство у фудбалу за жене − резултати | Светско првенство у фудбалу за жене − резултати | Светско првенство у фудбалу за жене − резултати | Светско првенство у фудбалу за жене − резултати | Светско првенство у фудбалу за жене − резултати | Светско првенство у фудбалу за жене − резултати | Светско првенство у фудбалу за жене − резултати |               | Квалификациони резултати | Квалификациони резултати | Квалификациони резултати | Квалификациони резултати | Квалификациони резултати | Квалификациони резултати | Квалификациони резултати |
| Година                                          | Коло                                            | Ута                                             | Поб                                             | Нер*                                            | Изг                                             | ГД                                              | ГП                                              | ГР                                              | Ута           | Поб                      | Нер                      | Изг                      | ГД                       | ГП                       | ГР                       |                          |
| 1991                                            | Четвртфинале                                    | 4                                               | 1                                               | 1                                               | 2                                               | 7                                               | 6                                               | +1                                              | УЕФА 1991     | УЕФА 1991                | УЕФА 1991                | УЕФА 1991                | УЕФА 1991                | УЕФА 1991                | УЕФА 1991                |                          |
| 1995                                            | Четвртфинале                                    | 4                                               | 1                                               | 0                                               | 3                                               | 7                                               | 8                                               | −1                                              | УЕФА 1995     | УЕФА 1995                | УЕФА 1995                | УЕФА 1995                | УЕФА 1995                | УЕФА 1995                | УЕФА 1995                |                          |
| 1999                                            | Групна фаза                                     | 3                                               | 0                                               | 0                                               | 3                                               | 1                                               | 8                                               | −7                                              | 6             | 6                        | 0                        | 0                        | 22                       | 3                        | +19                      |                          |
| 2003                                            | Нису се квалификовале                           | Нису се квалификовале                           | Нису се квалификовале                           | Нису се квалификовале                           | Нису се квалификовале                           | Нису се квалификовале                           | Нису се квалификовале                           | Нису се квалификовале                           | 8             | 5                        | 1                        | 2                        | 22                       | 11                       | +11                      |                          |
| 2007                                            | Групна фаза                                     | 3                                               | 1                                               | 0                                               | 2                                               | 4                                               | 4                                               | 0                                               | 8             | 6                        | 1                        | 1                        | 22                       | 6                        | +16                      |                          |
| 2011                                            | Нису се квалификовале                           | Нису се квалификовале                           | Нису се квалификовале                           | Нису се квалификовале                           | Нису се квалификовале                           | Нису се квалификовале                           | Нису се квалификовале                           | Нису се квалификовале                           | 12            | 6                        | 4                        | 2                        | 49                       | 7                        | +42                      |                          |
| 2015                                            | Нису се квалификовале                           | Нису се квалификовале                           | Нису се квалификовале                           | Нису се квалификовале                           | Нису се квалификовале                           | Нису се квалификовале                           | Нису се квалификовале                           | Нису се квалификовале                           | 10            | 5                        | 3                        | 2                        | 25                       | 6                        | +19                      |                          |
| 2019                                            | Нису се квалификовале                           | Нису се квалификовале                           | Нису се квалификовале                           | Нису се квалификовале                           | Нису се квалификовале                           | Нису се квалификовале                           | Нису се квалификовале                           | Нису се квалификовале                           | 10            | 5                        | 1                        | 4                        | 23                       | 12                       | +11                      |                          |
| 2023                                            | Квалификовале се                                | Квалификовале се                                | Квалификовале се                                | Квалификовале се                                | Квалификовале се                                | Квалификовале се                                | Квалификовале се                                | Квалификовале се                                | Није одлучено | Није одлучено            | Није одлучено            | Није одлучено            | Није одлучено            | Није одлучено            | Није одлучено            |                          |
| Укупно                                          | 5/9                                             | 14                                              | 3                                               | 1                                               | 10                                              | 19                                              | 26                                              | −7                                              | 54            | 33                       | 10                       | 11                       | 163                      | 45                       | +118                     |                          |

*Означава нерешене утакмице које укључују нокаут мечеве одлучене са пеналима.

### Европско првенство у фудбалу за жене
| Европско првенство у фудбалу за жене − резултати | Европско првенство у фудбалу за жене − резултати | Европско првенство у фудбалу за жене − резултати | Европско првенство у фудбалу за жене − резултати | Европско првенство у фудбалу за жене − резултати | Европско првенство у фудбалу за жене − резултати | Европско првенство у фудбалу за жене − резултати | Европско првенство у фудбалу за жене − резултати |     | Квалификациони резултати | Квалификациони резултати | Квалификациони резултати | Квалификациони резултати | Квалификациони резултати | Квалификациони резултати |
| Година                                           | Коло                                             | Ута                                              | Поб                                              | Нер*                                             | Изг                                              | ГД                                               | ГП                                               | Ута | Поб                      | Нер                      | Изг                      | ГД                       | ГП                       |                          |
| 1984                                             | Полуфинале                                       | 2                                                | 0                                                | 0                                                | 2                                                | 1                                                | 3                                                | 6   | 3                        | 2                        | 1                        | 8                        | 5                        |                          |
| 1987                                             | Нису се квалификовале                            | Нису се квалификовале                            | Нису се квалификовале                            | Нису се квалификовале                            | Нису се квалификовале                            | Нису се квалификовале                            | Нису се квалификовале                            | 6   | 2                        | 2                        | 2                        | 10                       | 10                       |                          |
| 1989                                             | Нису се квалификовале                            | Нису се квалификовале                            | Нису се квалификовале                            | Нису се квалификовале                            | Нису се квалификовале                            | Нису се квалификовале                            | Нису се квалификовале                            | 8   | 5                        | 1                        | 2                        | 14                       | 12                       |                          |
| 1991                                             | Треће место                                      | 2                                                | 1                                                | 1                                                | 0                                                | 2                                                | 1                                                | 8   | 6                        | 2                        | 0                        | 19                       | 2                        |                          |
| 1993                                             | Треће место                                      | 2                                                | 1                                                | 0                                                | 1                                                | 3                                                | 2                                                | 6   | 4                        | 2                        | 0                        | 17                       | 4                        |                          |
| 1995                                             | Нису се квалификовале                            | Нису се квалификовале                            | Нису се квалификовале                            | Нису се квалификовале                            | Нису се квалификовале                            | Нису се квалификовале                            | Нису се квалификовале                            | 6   | 5                        | 0                        | 1                        | 34                       | 4                        |                          |
| 1997                                             | Групна фаза                                      | 3                                                | 0                                                | 1                                                | 2                                                | 2                                                | 9                                                | 8   | 6                        | 0                        | 2                        | 26                       | 6                        |                          |
| 2001                                             | Полуфинале                                       | 4                                                | 2                                                | 0                                                | 2                                                | 6                                                | 6                                                | 8   | 5                        | 0                        | 3                        | 32                       | 15                       |                          |
| 2005                                             | Групна фаза                                      | 3                                                | 1                                                | 1                                                | 1                                                | 4                                                | 4                                                | 8   | 7                        | 1                        | 0                        | 26                       | 4                        |                          |
| 2009                                             | Групна фаза                                      | 3                                                | 1                                                | 0                                                | 2                                                | 3                                                | 4                                                | 8   | 7                        | 0                        | 1                        | 23                       | 5                        |                          |
| 2013                                             | Полуфинале                                       | 5                                                | 0                                                | 4                                                | 1                                                | 5                                                | 6                                                | 8   | 7                        | 0                        | 1                        | 28                       | 3                        |                          |
| 2017                                             | Другопласиране                                   | 6                                                | 3                                                | 1                                                | 2                                                | 6                                                | 6                                                | 8   | 6                        | 1                        | 1                        | 22                       | 1                        |                          |
| 2022                                             | Групна фаза                                      | 3                                                | 1                                                | 0                                                | 2                                                | 1                                                | 5                                                | 10  | 9                        | 1                        | 0                        | 48                       | 1                        |                          |
| Укупно                                           | 10/13                                            | 33                                               | 10                                               | 8                                                | 15                                               | 33                                               | 46                                               | 98  | 72                       | 12                       | 14                       | 307                      | 72                       |                          |

### Олимпијске игре
| Олимпијске игре − резултати | Олимпијске игре − резултати | Олимпијске игре − резултати | Олимпијске игре − резултати | Олимпијске игре − резултати | Олимпијске игре − резултати | Олимпијске игре − резултати | Олимпијске игре − резултати | Олимпијске игре − резултати |
| Година                      | Резултат                    | Ута                         | Поб                         | Нер*                        | Изг                         | ГД                          | ГП                          |                             |
| --------------------------- | --------------------------- | --------------------------- | --------------------------- | --------------------------- | --------------------------- | --------------------------- | --------------------------- | --------------------------- |
| 1996                        | Групна фаза                 | 3                           | 0                           | 0                           | 3                           | 2                           | 11                          |                             |
| 2000                        | Нису се квалификовале       | Нису се квалификовале       | Нису се квалификовале       | Нису се квалификовале       | Нису се квалификовале       | Нису се квалификовале       | Нису се квалификовале       |                             |
| 2004                        | Нису се квалификовале       | Нису се квалификовале       | Нису се квалификовале       | Нису се квалификовале       | Нису се квалификовале       | Нису се квалификовале       | Нису се квалификовале       |                             |
| 2008                        | Нису се квалификовале       | Нису се квалификовале       | Нису се квалификовале       | Нису се квалификовале       | Нису се квалификовале       | Нису се квалификовале       | Нису се квалификовале       |                             |
| 2012                        | Нису се квалификовале       | Нису се квалификовале       | Нису се квалификовале       | Нису се квалификовале       | Нису се квалификовале       | Нису се квалификовале       | Нису се квалификовале       |                             |
| 2016                        | Нису се квалификовале       | Нису се квалификовале       | Нису се квалификовале       | Нису се квалификовале       | Нису се квалификовале       | Нису се квалификовале       | Нису се квалификовале       |                             |
| 2020                        | Нису се квалификовале       | Нису се квалификовале       | Нису се квалификовале       | Нису се квалификовале       | Нису се квалификовале       | Нису се квалификовале       | Нису се квалификовале       |                             |
| Укупно                      | 1/7                         | 3                           | 0                           | 0                           | 3                           | 2                           | 11                          |                             |